# Daegu
Daegu o Taegu (대구광역시?, 大邱廣域市?, Daegu gwang-yeoksiLR), il cui nome ufficiale è Città metropolitana di Daegu, è una città metropolitana della Corea del Sud. È la quarta città più grande del paese dopo Seul, Busan e Incheon, con una popolazione di quasi due milioni e mezzo di persone alla fine del 2005. Dal punto di vista amministrativo è una città metropolitana autoamministrata con rango di provincia.

## Geografia fisica

### Territorio
Daegu si trova in una valle circondata da basse montagne. A nord troviamo il monte Palgong, a sud il Biseul, a ovest il monte Gaya e a est varie colline più basse. Il fiume Geumho scorre da nord a est e si getta nel fiume Nakdong a ovest.

### Clima
Trovandosi in una valle, d'estate Daegu è molto più calda delle altre città coreane. Le montagne circostanti rendono l'aria umida, mentre in inverno circolano fredde correnti. Tuttavia a Daegu si può godere di un'ampia quantità di ore di sole annue.

## Storia
Durante il corso della storia, Daegu è da sempre un importante crocevia per il trasporto, grazie alla sua posizione fra il fiume Geumho e il Nakdong. Durante la dinastia Joseon la città era la capitale amministrativa, economica e culturale della regione Gyeongsang.
Nel 1907 fu sede del Movimento nazionale di risanamento del debito, a cui è dedicato un parco.

## Monumenti e luoghi d'interesse
Il buddhismo fiorì vivacemente nel passato di Daegu, e tuttora permangono moltissimi templi a testimoniarlo.
Il sito turistico più famoso di Daegu è il Buddha di pietra chiamato Gatbawi, sulla cima del monte Gwabong. È famoso per il suo copricapo in pietra. 
Sulle montagne circostanti si trovano diversi templi, mentre in centro si possono visitare alcuni edifici in stile occidentale, come la Cattedrale Gyesan.

## Geografia antropica

### Suddivisioni amministrative

I 8 quartieri e la contea di Daegu.

Daegu è divisa in sette quartieri ("Gu") e due contea ("Gun").
| Nome                 | Hangŭl | Hanja  |
| -------------------- | ------ | ------ |
| Distretto di Buk     | 북구   | 北區   |
| Distretto di Dalseo  | 달서구 | 達西區 |
| Distretto di Dong    | 동구   | 東區   |
| Distretto di Jung    | 중구   | 中區   |
| Distretto di Nam     | 남구   | 南區   |
| Distretto di Seo     | 서구   | 西區   |
| Distretto di Suseong | 수성구 | 壽城區 |
| Contea di Dalseong   | 달성군 | 達城郡 |
| Contea di Gunwi      | 군위군 | 軍威郡 |

## Economia
Daegu è la città dell'industria manifatturiera per eccellenza in Corea del Sud. Gran parte della produzione riguarda tessile, metalli e macchinari. 
È inoltre molto rinomata la qualità di mele che cresce attorno alla città. 
Molte compagnie come la Banca di Daegu, Korea Delphi e altre hanno sede a Daegu, e la stessa Samsung fu fondata in questa città.

## Infrastrutture e trasporti

### Impianti sportivi
Lo stadio di Daegu è ad uso polivalente e può ospitare circa 68 000 persone. L'impianto venne inaugurato nel 2001 e per costruirlo vennero spesa una somma equivalente a circa 265 milioni di dollari. In occasione del Campionato mondiale di calcio 2002 lo Stadio di Daegu è stato ridenominato Daegu World Cup Stadium.

### Trasporti

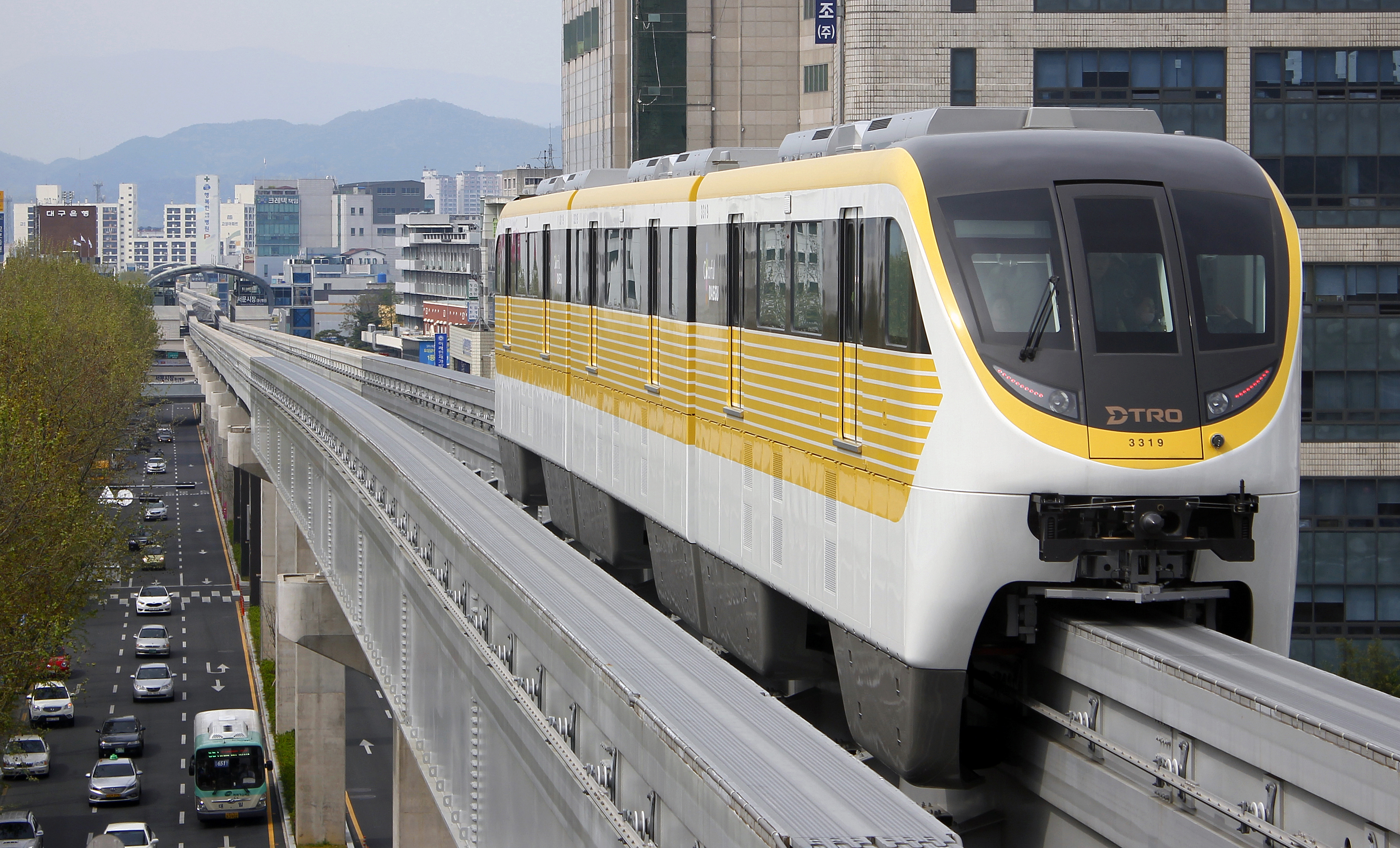
Linea 3 della Metropolitana di Daegu.

Daegu è collegata con la capitale Seul dal treno ad alta velocità KTX in circa 1 ora e mezza dalla stazione di Dongdaegu, situata nella zona orientale della città. In meno di un'ora è possibile raggiungere la città di Busan a sud est.
Gli spostamenti urbani sono garantiti dalle due linee della metropolitana e dagli autobus urbani che passano per la stazione centrale. La città è servita anche dall'Aeroporto di Daegu.

## Amministrazione

### Gemellaggi
- Lagos
- Milano

## Sport

### Eventi multisportivi

#### XXII Universiade
La città ha organizzato la XXII Universiade svoltasi dal 21 al 31 agosto 2003. Alla competizione multisportiva hanno partecipato atleti provenienti da 174 distinte nazioni, per competere in discipline di 14 differenti sport, per un totale di 185 gare. Le cerimonie di apertura e chiusura dei Giochi si sono svolte allo stadio di Daegu.

#### World Firefighters Games
A fine agosto 2010, la città ha ospitato i World Firefighters Games, i giochi mondiali dei Vigili del Fuoco.

### Atletica leggera
Nal 2007 la città si è aggiudicata l'organizzazione dei campionati iridati di atletica leggera 2011, superando le città candidate rivali di Brisbane (Australia), Göteborg (Svezia) e Mosca (Russia). La competizione si è svolta dal 27 agosto al 4 settembre 2011.

### Calcio
Daegu ha già ospitato quattro partite, compresa la finale per il terzo posto, del campionato mondiale di calcio 2002:
- Senegal -  Danimarca 1-1 (gruppo A) il 6 giugno 2002;
- Slovenia -  Sudafrica 0-1 (gruppo B) l'8 giugno 2002;
- Corea del Sud -  Stati Uniti 1-1 (gruppo D) il 10 giugno 2002;
- Corea del Sud -  Turchia 2-3 (Finale terzo posto) il 29 giugno 2002.

In città è presente la squadra di calcio Daegu Football Club. Il club è stato fondato alla fine del 2002 ed ha fatto il suo debutto in K League Classic nel 2003. Storicamente il Daegu FC ha sempre militato nelle posizioni inferiori del K League Classic.